# Real Club Celta de Vigo 2017-2018
Questa voce raccoglie le informazioni riguardanti il Real Club Celta de Vigo nelle competizioni ufficiali della stagione 2017-2018.

## Maglie e sponsor
| Casa | Trasferta | Terza divisa |

Sponsor ufficiale: Estrella Galicia
Fornitore tecnico: Adidas

## Organico

### Rosa
In corsivo i calciatori ceduti durante la stagione
| N. |                      | Ruolo | Calciatore            |
| -- | -------------------- | ----- | --------------------- |
| 1  | Spagna (bandiera)    | P     | Sergio Álvarez        |
| 2  | Spagna (bandiera)    | D     | Hugo Mallo (capitano) |
| 3  | Spagna (bandiera)    | D     | Andreu Fontàs         |
| 4  | Spagna (bandiera)    | A     | David Costas          |
| 6  | Serbia (bandiera)    | C     | Nemanja Radoja        |
| 7  | Uruguay (bandiera)   | A     | Maxi Gómez            |
| 8  | Cile (bandiera)      | C     | Pablo Hernández       |
| 9  | Svezia (bandiera)    | A     | John Guidetti         |
| 9  | Argentina (bandiera) | A     | Lucas Boyé            |
| 10 | Spagna (bandiera)    | A     | Iago Aspas            |
| 11 | Danimarca (bandiera) | C     | Pione Sisto           |
| 12 | Francia (bandiera)   | A     | Claudio Beauvue       |
| 13 | Spagna (bandiera)    | P     | Rubén Blanco          |

| N. |                       | Ruolo | Calciatore        |
| -- | --------------------- | ----- | ----------------- |
| 14 | Slovacchia (bandiera) | C     | Stanislav Lobotka |
| 15 | Slovacchia (bandiera) | D     | Robert Mazan      |
| 16 | Spagna (bandiera)     | C     | Jozabed Sánchez   |
| 17 | Danimarca (bandiera)  | C     | Andrew Hjulsager  |
| 18 | Danimarca (bandiera)  | C     | Daniel Wass       |
| 19 | Spagna (bandiera)     | D     | Jonny Castro      |
| 20 | Spagna (bandiera)     | D     | Sergi Gómez       |
| 21 | Turchia (bandiera)    | A     | Emre Mor          |
| 22 | Argentina (bandiera)  | D     | Gustavo Cabral    |
| 23 | Spagna (bandiera)     | C     | Brais Méndez      |
| 24 | Argentina (bandiera)  | D     | Facundo Roncaglia |
| 25 | Spagna (bandiera)     | P     | Iván Villar       |
| 37 | Spagna (bandiera)     | C     | Daniel Molina     |